# Sookie-Stackhouse-Buchreihe

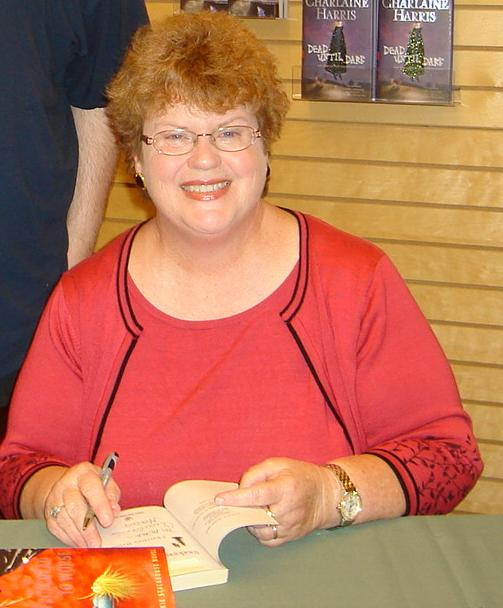
Charlaine Harris

Die Sookie-Stackhouse-Buchreihe wurde von der New-York-Times-Bestsellerautorin Charlaine Harris verfasst. Die von HBO produzierte amerikanische Fernsehserie True Blood basiert in Grundzügen auf den Sookie-Stackhouse-Geschichten.
Die Hauptfigur ist Sookie Stackhouse, eine Kellnerin mit telepathischen Fähigkeiten, die in der Kleinstadt Bon Temps lebt. Als in Japan das Blutersatzmittel True Blood erfunden wird, geht die Gesellschaft der Vampire mit ihrer Existenz an die Öffentlichkeit und will nun, da True Blood ihren Hunger auf Menschenblut stillt, ihren Platz an der Seite der Menschen einnehmen. Als in Bon Temps der erste Vampir eintrifft, wird Sookie in die Welt des Übernatürlichen hineingezogen.

## Übersicht
| Bandnummer | Titel                                        | Originaltitel                                                             | Erscheinungsjahr | Verlag                                      |
| ---------- | -------------------------------------------- | ------------------------------------------------------------------------- | ---------------- | ------------------------------------------- |
| 1          | Vorübergehend tot                            | Dead Until Dark                                                           | 2001 / 2004      | Ace Books / Feder & Schwert                 |
| 2          | Untot in Dallas                              | Living Dead in Dallas                                                     | 2002 / 2004      | Ace Books / Feder & Schwert                 |
| 3          | Club Dead                                    | Club Dead                                                                 | 2003 / 2005      | Ace Books / Feder & Schwert                 |
| 4          | Der Vampir, der mich liebte                  | Dead to the World                                                         | 2004 / 2005      | Ace Hardcover / Deutscher Taschenbuchverlag |
| 5          | Vampire bevorzugt                            | Dead as a Doornail                                                        | 2005 / 2006      | Ace Hardcover / Deutscher Taschenbuchverlag |
| 6          | Ball der Vampire                             | Definitely Dead                                                           | 2006 / 2007      | Ace Hardcover / Deutscher Taschenbuchverlag |
| 7          | Vampire schlafen fest                        | All Together Dead                                                         | 2007 / 2008      | Ace Hardcover / Deutscher Taschenbuchverlag |
| 8          | Ein Vampir für alle Fälle                    | From Dead to Worse                                                        | 2008 / 2009      | Ace Hardcover / Deutscher Taschenbuchverlag |
| 9          | Vampirgeflüster                              | Dead and Gone                                                             | 2009 / 2010      | Ace Hardcover / Deutscher Taschenbuchverlag |
| 10         | Vor Vampiren wird gewarnt                    | Dead in the Family                                                        | 2010 / 2011      | Ace Hardcover / Deutscher Taschenbuchverlag |
| 11         | Vampir mit Vergangenheit                     | Dead Reckoning                                                            | 2011 / 2012      | Ace Hardcover / Deutscher Taschenbuchverlag |
| 12         | Cocktail für einen Vampir                    | Deadlocked                                                                | 2013 / Februar   | Ace Hardcover / Deutscher Taschenbuchverlag |
| 13         | Vampirmelodie                                | Dead Ever After                                                           | 2014 / Februar   | Ace Hardcover / Deutscher Taschenbuchverlag |
| 14         | –                                            | After Dead: What Came Next in the World of Sookie Stackhouse (Sonderband) | Oktober 2013     | Ace Hardcover                               |
|            | Sonderband: Vampire und andere Kleinigkeiten | A Touch of Dead                                                           | 2012 / Februar   | Ace Hardcover / Deutscher Taschenbuchverlag |

Anmerkungen
1. ↑  Kein Roman, sondern eine alphabetische Auflistung darüber, was aus den Charakteren nach Abschluss der Buchreihe wurde.

## Die Bücher

### Vorübergehend tot
Seit vier Jahren können sich Vampire in Louisiana und einigen anderen Staaten legal bewegen. Vampire sind nicht länger gezwungen, Menschen zu jagen und ihnen das Blut auszusaugen, da ein synthetisches Blut namens True Blood erfunden wurde, mit dem Vampire überleben können.
Eines Tages taucht der erste Vampir, Bill Compton, in Bon Temps auf. Sookie Stackhouse, eine Kellnerin, die ihre telepathischen Fähigkeiten als eine Behinderung ansieht, lernt den Vampir Bill in der Bar, in der sie arbeitet, kennen. Durch ihre Fähigkeit erfährt sie, dass Bill in Gefahr ist, weil zwei Ortsansässige ihn zu Ader lassen wollen. Da das Blut von Vampiren als Potenzmittel und als Heilmittel wirkt, gibt es einen illegalen Markt für diese Droge. Sookie rettet Bill vor dieser lebensbedrohlichen Situation, findet heraus, dass sie seine Gedanken nicht lesen kann, und genießt die neu erfahrene Stille in seiner Gesellschaft.
Während sich Sookie und Bill ineinander verlieben, ereignet sich eine mysteriöse Mordserie in Bon Temps. Da zwei der ermordeten Frauen so genannte „Fangbanger“ (die sich aus Lust von Vampiren beißen lassen) waren, nehmen viele an, dass sie von Vampiren ermordet wurden. Die Polizei jedoch verdächtigt Jason Stackhouse, Sookies Bruder, da er mit zwei der Opfer eine kurze Beziehung hatte. Sookie will mit ihrer Fähigkeit ihrem Bruder helfen und fährt mit Bill in die Bar Fangtasia nach Shreveport. Diese Bar gehört dem Vampir Eric, einem sehr alten Vampir, der Gefallen an Sookie und ihrer Fähigkeit findet. Da Eric in der Vampirhierarchie über Bill steht, reist Bill ab, um seine Position in der Hierarchie zu verbessern, damit Eric keine Ansprüche auf Sookie erheben kann.
Aus dem Grund, dass Sookies Großmutter eines der Mordopfer war und Sookie mit ihr in einem Haus lebte, nimmt Bill an, dass Sookie das vorsätzliche Opfer gewesen ist. Deshalb lässt er in seiner Abwesenheit den Vampir Bubba vor ihrem Haus Wache stehen. Dem Mörder, Rene Lenier, einem Freund ihres Bruders Jason, der Vampire abgrundtief hasst, gelingt es aber, Sookies Beschützer vorübergehend auszuschalten. Sookie kann vor Rene kurzzeitig fliehen, jedoch holt er sie ein, und es kommt zu einem Kampf. Sookie geht aus diesem Kampf als Siegerin hervor, ist allerdings schwer verletzt. Als sie im Krankenhaus aufwacht, wacht Bill über sie an der Seite ihres Bettes.

### Untot in Dallas
Der Koch des Merlottes, Lafayette, wird tot aufgefunden. Es gibt keinerlei Hinweise, wer der Mörder war. Kurz darauf wird Sookie von der Mänade Kallisto, die sich in den Wäldern von Bon Temps aufhält, angefallen. Dadurch wird sie vergiftet und droht zu sterben. Bill bringt sie zu Eric in die Bar Fangtasia. Dort wird eine Heilerin zu Rate gezogen, die ihnen mitteilt, dass Sookies einzige Rettung darin besteht, ihr komplettes Blut auszutauschen. Nachdem die Vampire ihr das Blut ausgesaugt haben, bekommt sie Bluttransfusionen und ist somit gerettet. Sookie war eine Botschaft für Eric, dass er der Mänade Tribut zollen soll.
Nach diesem Vorfall wird Sookie an die Vampire in Dallas ausgeborgt, um dort durch ihre Gabe einen verschwundenen Vampir namens Farrell zu finden. Am Flughafen entgeht Sookie nur knapp einer Entführung, doch Bill eilt ihr in letzter Sekunde zu Hilfe. Nach dem Einsatz von Sookies Gabe wird klar, dass Farrell von einem jungen Vampir namens Godfrey (oder auch Godric) im Auftrag der Bruderschaft der Sonne, die alle Vampire vernichten will, entführt wurde. Godfrey soll während einer Zeremonie der Sonne entgegengehen (das bedeutet, dass sie sich dem Sonnenlicht aussetzen und somit Suizid begehen). Godfrey soll Farrell in den Tod mitreißen. Mit dieser Zeremonie will die Bruderschaft die Macht Gottes aufzeigen.
Sookie geht mit Hugo Ayres, dem Geliebten einer Vampirin aus Dallas, undercover zur Bruderschaft, um den Ort herauszufinden, an dem Farrell festgehalten wird. Sookie merkt schnell, dass sie in Gefahr sind, jedoch gelingt es ihnen nicht mehr zu fliehen. Sie werden überwältigt und in einem Verlies gefangen gehalten. Erst da bemerkt Sookie, dass Hugo ein Verräter ist und der Bruderschaft der Sonne Informationen geliefert hatte. Daraufhin wird Hugo zu Farrell ins Verlies gesteckt und Sookie bekommt einen Besuch von dem gewalttätigen Wärter Gabe. Als er versucht, sie zu vergewaltigen, kommt ihr der Vampir Godfrey zur Hilfe und tötet Gabe.
Nachdem Sookie, die, wie sie von Godfrey erfährt, auch während der Zeremonie geopfert werden soll, auf Godfrey einredet, hilft er ihr zu fliehen. Die Flucht wäre fast misslungen, wenn nicht eine Formwandlerin namens Luna aufgetaucht wäre. Gemeinsam fliehen die beiden Frauen mit einem Auto, werden jedoch von der Bruderschaft verfolgt und von ihnen in einen Autounfall verwickelt. Sie werden ins Krankenhaus eingeliefert und Sookie wird mit Hilfe von Lunas Freunden sicher wieder bei ihrem Hotel abgesetzt. Währenddessen befreien die Vampire Farrell. Wie geplant ging Godfrey der Sonne entgegen, jedoch ohne Zeremonie und ohne andere Opfer.
Um die Rettung von Farrell zu feiern, zelebrieren die Vampire aus Dallas eine Party, zu der auch Sookie und Bill eingeladen sind. Während die Party in vollem Gange ist, beginnt die Bruderschaft mit Pistolen auf die Gäste zu feuern und viele, darunter auch einige Menschen, werden verletzt oder getötet. Sookie wird glücklicherweise von Eric gerettet.
Wieder zu Hause in Bon Temps angekommen erfährt Sookie, dass geheime Treffen stattfinden, die in wilden Orgien enden. Diese Treffen könnten in Verbindung mit Lafayettes Tod stehen, der noch immer nicht geklärt wurde. Aus diesem Grund beschließt Sookie in Begleitung von Eric, da Bill in Dallas ist, zu einem dieser Treffen zu gehen und die Gedanken der Menschen dort nach Hinweisen zu durchsuchen. Sie erfährt, dass mindestens zwei der Gäste an dem Mord beteiligt waren. Währenddessen taucht die Mänade auf und bringt fast alle Gäste um und beschließt dann Bon Temps zu verlassen. In einem Auto der Täter waren Beweise zu finden, dass die Gruppe Lafayette ermordet hatte. Diese Beweise führten letztlich zur Lösung dieses Falles in den Augen der Polizei.

### Club Dead
Bill erhält einen geheimen Auftrag von der Königin von Louisiana. Er soll ein Verzeichnis anlegen, in dem alle Vampire aufgelistet sind, inklusive Bildern, Informationen und besonderen Fähigkeiten. Während er diesen Auftrag ausführt, wird Bill entführt, da dieses Projekt äußerst wertvoll für einen Vampir ist. Sookie wird, obwohl Bill sie kurz vor der Entführung betrogen hat, in Begleitung von dem Werwolf Alcide Herveaux nach Jackson, Mississippi, geschickt, um mittels ihrer Fähigkeit Informationen über den Ort, an dem Bill gefangen wird, in Erfahrung zu bringen.
Im Club Dead kann Sookie in Erfahrung bringen, dass Bill noch am Leben ist. Er steht allerdings unter ständiger Folter, weil die Vampire, die ihn entführten, Informationen über sein Projekt wollen. Bill jedoch gibt keine Informationen preis. Einen Tag später besucht Sookie wieder den Club Dead. Dort hört sie die Gedanken eines Menschen, der gedenkt, einen Vampir zu pfählen. Obwohl sie Gefahr läuft, ihre Fähigkeit aufzudecken, wirft sie sich zwischen den Vampir und seinen Angreifer. Er rammt ihr den Pflock in die Taille und Sookie geht schwerverletzt zu Boden.
Sookie wird in Begleitung von Eric in die Villa des ranghöchsten Vampirs von Mississippi gebracht. Gemeinsam können sie in Erfahrung bringen, dass Bill auf diesem Anwesen gefangen gehalten wird und schmieden einen Plan, wie Sookie Bill retten kann. Geheilt und gestärkt von Erics Blut, macht sich Sookie bei Tag auf, um Bill zu finden. Sookie findet Bill in Silberketten gefesselt. Sein schwacher Körper ist übersät mit Schnitt- und Brandwunden. Während Sookie Bill von den Ketten befreit, taucht unerwartet jene Vampirin auf, mit der Bill sie betrogen hat und welche für seine Folter verantwortlich ist. Es ist seine Erschafferin Lorena. In einem Kampf kann Sookie Lorena überraschenderweise pfählen und bleibt selbst unverletzt. In Decken gehüllt ist es Sookie möglich, Bill, der sich kaum mehr auf den Füßen halten kann, in ein bereitgestelltes Auto zu verfrachten.
Sookie, die sich natürlich dessen bewusst ist, dass Bill sie betrogen hat, bittet Eric nach der gelungenen Rettungsaktion sie zurück nach Bon Temps zu bringen. Als sie zwischendurch bei einer Tankstelle anhalten, werden sie von Werwölfen, welche mit den Vampiren aus Mississippi zusammenarbeiten, attackiert. Den beiden gelingt es die Werwölfe zu überwältigen und danach machen sie sich auf die Heimreise. Zu Hause angekommen wird Sookie von weiteren Werwölfen erwartet und übel zugerichtet. Bill und Eric eilen ihr zur Rettung und bringen alle Werwölfe um. Nach diesem Ereignis will Sookie mit der übernatürlichen Welt nichts mehr zu tun haben und widerruft die Hauseinladungen von Bill und Eric.

### Der Vampir, der mich liebte
Sookie und Bill sind nach den Ereignissen in Club Dead getrennt und Bill eröffnet ihr, dass er vorhat, nach Peru zu gehen. Nach dem Neujahrsfest in Sams Bar nimmt sich Sookie vor, sich nicht mehr verprügeln zu lassen. Als sie nach Hause fährt, sieht sie Eric halbnackt die Straße runterlaufen und nimmt ihn mit zu sich nach Hause. Es stellt sich heraus, dass er seine Erinnerung verloren hat. Pam und Chow kommen zu Sookie und erzählen von einem Überfall, den Hexen auf die Bar Fangtasia unternommen haben, um Schutzgeld von den Vampiren zu erpressen. Nun suchen die Hexen Eric mit Flugzetteln und bieten eine hohe Belohnung. Da keiner außer Jason, Sookies Bruder, von Erics Aufenthaltsort weiß, soll Eric vorerst bei Sookie bleiben. Jason jedoch wird kurz darauf vermisst und Sookie macht sich auf die Suche nach ihm.
Währenddessen entwickelt sich zwischen Sookie und Eric eine sexuelle Beziehung. Eric bietet ihr sogar an, seine Bar in Shreveport zu verlassen und bei ihr zu bleiben, zu arbeiten, wenn sie das will. Sookie jedoch, wenn auch angezogen von dem „neuen“ Eric, kann sich nicht überwinden, ihn ohne Erinnerungen an sich und seine Vergangenheit zu lassen.
Sookie informiert den Werwolf Alcide Herveaux über die Geschehnisse in Shreveport und die Vampire, einige Hexen und die Werwölfe schließen sich zusammen, um den Hexenzirkel unter dem Kommando von Hallow zu töten. Während der Planungen kommt Bill hinzu und erkennt unter den Anwesenden Debbie Pelt als eine der Personen, die bei seiner Folter mitgewirkt haben. Nachdem Alcide das hört, entsagt er Debbie: Sie ist wie tot für ihn und er erlaubt seinem Werwolfpack, sie jederzeit zu töten, wenn sie ihre Gestalt wandelt. Nach diesem Zwischenfall verlässt Debbie den Raum und der Angriff auf die Hexen beginnt. Der Zirkel wird besiegt und Sookie und Eric kehren nach Bon Temps zurück, wo Debbie Pelt auf sie wartet. Die erste Kugel fängt Eric für Sookie ab, danach erschießt sie Debbie in Notwehr. Eric vergräbt die Leiche und versteckt ihren Wagen. Am nächsten Tag jedoch wird Eric von seinem Fluch befreit und hat nun keine Erinnerung mehr an die Zeit mit Sookie.
Jason schließlich wird in Hot Shot von Sookie gefunden. Ein Werpanther namens Felton Norris hat ihn dort aus Eifersucht gegenüber Crystal, Jasons Freundin und ebenfalls Werpanther, festgehalten und gebissen um Jasons Attraktivität für Crystal zu vermindern.

### Vampire bevorzugt
In Louisiana werden Gestaltwandler erschossen. Jason, der Bruder von Sookie, wird verdächtigt, die Attentate verübt zu haben. Denn er ist von einem Werpanther in Hot Shot in einen Halb-Werpanther verwandelt worden und es wird ihm unterstellt, damit nicht glücklich zu sein und Rache üben zu wollen. Am nächsten Vollmond wollen die Hot-Shot-Werpanther selbst Rache üben. Als auch Sam Merlotte, der Besitzer der Bar, in der Sookie als Kellnerin arbeitet, angeschossen wird, wird ein neuer Barkeeper gebraucht: Eric Northman entleiht großzügig einen Vampir namens Charles Twining.
Er wird bei Sookie einquartiert um Sookie bei den Schießereien Schutz zu bieten. Und tatsächlich wird in Sookies Haus Feuer gelegt, aus welchem die Elfin Claudine Sookie gerade noch retten kann. Charles hat außerhalb des Hauses einen fremden, nach Benzin riechenden Mann umgebracht. Er hat eine Karte der Bruderschaft der Sonne in seiner Tasche.
Da in Alcide Herveaux' Rudel ein neuer Rudelführer gesucht wird, bringt er Sookie dazu, zu versprechen, später bei dem Kampf dabei zu sein und die Gedanken beider Gegner zu lesen.
Später, als Sookie in der Bibliothek Bücher zurückgeben will, wird sie angeschossen. Die Besonderheit bei den Schüssen ist, dass die Kugeln aller Opfer passen, bis auf die eine Kugel, die auf Sam abgefeuert wurde. Sookie und Sam machen sich gemeinsam auf die Suche nach dem Schützen und treffen an dem Platz auf die bewaffnete Sweety Des Arts, Sams Köchin. Sie gibt zu, die Gestaltwandler getötet zu haben, aus Rache dafür, in einen Halbwerwolf verwandelt worden zu sein. Sookie hätte nach Gestaltwandler gerochen, also hat Sweety auch auf sie geschossen. Sweety wurde von Detective Bellefleur erschossen.
Froh über die Auflösung der Schüsse kehrt Sookie in die Bar zurück. Dort trifft sie auf Bubba, der ihr Erics Nachricht mitteilt, dass jemand nicht das wäre als was er erscheine. Kurz darauf greift Charles Twining sie an. Es stellt sich heraus, dass er von Longshadows Macher (dem Vampir den Eric getötet hat) geschickt wurde, um Eric Schmerz zuzufügen. Er war es, der Sam angeschossen hat um als Barkeeper eingestellt zu werden. Er war es, der Sookies Haus in Brand gesetzt hat. Charles überlebt den Angriff auf Sookie jedoch nicht.
Während der Geschehnisse bändelt Tara Thornton gezwungenermaßen mit dem Vampir Mickey an, einem grausamen Mann. Um sie aus seiner Gesellschaft zu befreien, bittet Sookie Eric um Hilfe. Dieser im Gegenzug will alles über die Zeit wissen, in der er mit Sookie gelebt hat. Sie erzählt ihm alles über ihre sexuelle Beziehung und den Mord an Debbie Pelt. Eric erfüllt im Gegenzug die Bitte von Sookie, die nach einigen Komplikationen auch vonstattengeht. Mickey verprügelt Tara, schlägt Eric bewusstlos und versucht, Sookie zu töten. Dann flüchtet er.
Bei dem Kampf um die Führung des Rudels stellt Sookie fest, dass der Gegner von Alcides Vater betrügt. Doch schafft er es, in dem letzten Kampf Alcides Vater zu überwältigen und somit die Führung über das Rudel zu erlangen. Dann tötet er Alcides Vater.

### Ball der Vampire
Für die Hausauflösung ihrer verstorbenen Kusine Hadley, Vampir und ehemalige Geliebte der Vampirkönigin Sophie-Anne Leclerq, geht Sookie Stackhouse nach New Orleans. In Hadleys Apartment trifft sie auf die Hexe Amelia Broadway, die das Haus mit einem Unveränderlichkeitszauber belegt hatte bis Sookie eintraf. Als sie ihn aufhebt, werden beide von einem daraufhin erwachenden Jungvampir angegriffen. Als die Polizei hinzukommt und sie rettet, werden sie ins Krankenhaus gebracht.
Dort wird Sookie von Bill und Eric besucht. Auf Erics Befehl hin gesteht Bill ihr, dass er damals von Sophie-Anne Leclerq nach Bon Temps gesandt wurde, um Sookie zu ihr zu bringen und dann ihre telepathischen Fähigkeiten, von denen ihr Hadley erzählt hatte, für sich nutzen. Enttäuscht und getroffen schickt Sookie Bill weg.
Später wird Sookie von Sophie-Anne zu sich gerufen, welche ihr eröffnet, dass Hadley ihr ein Armband, ein Brautgeschenk von Peter Threadgill, Sophie-Annes Bräutigam, gestohlen hat. Einige Tage später wird die Königin einen Ball geben, an dem sie die Armbänder tragen muss. Der Verlust dieses Geschenks wäre ein offener Affront Peter Threadgill gegenüber, die Konsequenz daraus die Auflösung der Ehe und die Übernahme des Königreichs. Sookie soll die Armbänder finden.
Um die Umstände des Angriffs eines neu geschaffenen Vampirs auf Sookie und Amelia zu klären, ruft Amelia mehrere Hexen und Hexer zusammen um eine ektoplasmische Rekonstruktion durchzuführen. Während des Zaubers sehen sie, dass er der Werwolf Jake Purifoy ist. Er wird angegriffen und tödlich verletzt zurückgelassen, Hadley findet ihn und um ihn zu retten beginnt sie, ihn in einen Vampir zu verwandeln.
Als der Wertiger Quinn, mit dem Sookie derzeit zusammen ist, Sookie besucht werden sie von Werwölfen entführt. Die Pelt-Familie hat sie engagiert, um den Tod von Debbie Pelt zu rächen. Quinn und Sookie schaffen es, sie zu überwältigen und schließlich erzählt Sookie ihnen die Geschichte des Mordes aus Notwehr an Debbie. Sie einigen sich darauf, dass die Familie Sookie in Ruhe lässt, welche im Gegenzug der Polizei nichts von ihrer Entführung erzählen will.
Auf dem Ball der Königin überreicht Sookie Sophie-Anne unauffällig die ehemals gut versteckten Armbänder, die Peter Threadgill jedoch nicht davon abhalten, trotzdem einen Krieg zu beginnen. Während des Kampfes tötet Andre den König um Sophie-Anne zu schützen, mit Sookie und der Königin als einzige Zeugen.
Als Sookie wieder nach Bon Temps zurückkehrt, wird sie von Amelia Broadway begleitet. Die Hexe hat versehentlich und verbotenerweise ihren Freund in eine Katze verwandelt und zieht bei Sookie ein um sich vor den Hexen in New Orleans zu verstecken.

### Vampire schlafen fest
In einem Nobelhotel für Vampire nahe Chicago findet ein Gipfeltreffen der Vampire statt. Die Königin von Louisiana, Sophie-Anne Leclerq wurde von den Vampiren Arkansas angeklagt, deren König Peter Threadgill getötet zu haben. Da der Hurrikan Kathrina große Verwüstung in dem Reich der Königin angerichtet hat, befindet sie sich in einer prekären Lage. Um ihre Machtposition zu festigen und ihre Unschuld zu beweisen, hat sie Sookie angeheuert, ihr mit ihrer Gabe der Telepathie zu helfen. Sie soll die Gedanken der Menschen in dem Gefolge anderer Vampire lesen, ein unschätzbarer Vorteil für Sophie-Anne inmitten zahlreicher politischer Machtkämpfe. Unverheiratet ist sie angreifbar und sieht sich Intrigen wie auch Allianzversuchen ausgesetzt.
Kurz nach Sookies Eintreffen werden fast alle Arkansasvampire (im Auftrag der Königin) ermordet, was Sophie-Anne den Prozess erleichtert. Sookie trifft auf Barry Horowitz, der ebenso Gedankenleser ist wie sie und einem anderen Vampir untersteht.
Die Telepathin erweist sich als äußerst wertvoll für die Königin, als sie zum einen den Vorschlag macht, Sophie-Anne solle Andre, den von ihr geschaffenen und treu ergebenen Vampir, zu ihrem neuen König machen. Zum anderen entdeckt Sookie eine Bombe vor den Gemächern der Königin, die vom Bombenkommando entschärft werden kann. Auch bei dem Gerichtsprozess der Königin von Louisiana rettet Sookie Sophie-Anne: Sie bemerkt, dass die Ankläger manipuliert wurden. Einer der Ankläger wird kurz darauf ermordet. Die Königin wird freigesprochen. Doch Sookies Taten werden ihr zum Verhängnis, als Andre sich dazu entschließt, sie durch ein Blutband für immer an sich und damit an Sophie-Anne zu binden. Er will sie gerade dazu zwingen, mit ihm Blut auszutauschen um das Band zu erschaffen, als Eric auftaucht. Er bietet sich selbst für das Blutband an und argumentiert damit, bereits Blut mit Sookie getauscht zu haben und sich damit besser für das Band zu eignen. Andre willigt ein und Sookie bleibt nichts anderes übrig, als es als das geringere Übel geschehen zu lassen.
Sookie und Barry finden heraus, dass überall im Hotel Bomben von der Bruderschaft der Sonne ausgelegt wurden die bei Tage explodieren werden um die darin schlafenden Vampire zu ermorden. Sie schaffen es, einige Menschen und Vampire, unter anderem die Königin (welche allerdings ihre Beine verliert), Eric und Pam, zu retten, als die Explosionen das Hotel zerstören. Sookie und Barry schließen sich zusammen, um Verschüttete mit Hilfe ihrer Telepathie zu finden. Als Sookie zu Quinn stößt, liegt Andre ohnmächtig, aber mit geringeren Verletzungen daneben. Um Sookie von Andres Kontrolle zu befreien, pfählt Quinn ihn. Sookie schreitet nicht ein.

### Ein Vampir für alle Fälle
Als für Sookie wieder Normalität einkehrt, zeigt sich ihr ihr bisher unbekannter Urgroßvater Niall Brigant. Er eröffnet ihr, ein Elf zu sein und Sookie kennenlernen zu wollen. Der Wermutstropfen in der Freude über das neue Familienmitglied ist für Sookie nur, dass ihr Freund Quinn sich nicht bei ihr meldet.
Als einige weibliche Werwölfe in Shreveport getötet werden und sie beinahe ebenfalls umgebracht wird, kontaktiert sie Alcide Herveaux. In dem Shreveport-Rudel machen sich zwei Gruppen gegenseitig dafür verantwortlich, die Morde begangen zu haben, doch Sookie verhindert eine Eskalation, indem sie mittels ihrer Telepathie die Unschuld der anwesenden Werwölfe bezeugt. Es stellt sich heraus, dass ein Rudel aus einem von Hurrikan Katrina zerstörten Gebiet die Morde begangen hat, um das Rudel in Shreveport aufzuhetzen und dann deren Revier zu übernehmen. Ein Kampf bricht aus, das Shreveport-Rudel gewinnt und Alcide erklärt sich zum neuen Rudelführer.
Quinn schuldet Felipe de Castro, Vampirkönig von Nevada, einen Gefallen dafür, dass die Nevada-Vampire die Morde vertuscht haben, welche Quinns Mutter, psychisch kranke Wertigerin, während der Ereignisse in Chicago (siehe Vampire schlafen fest) begangen hat. Mit Quinns Informationen über Louisianas Vampire übernimmt Felipe de Castro mit seinen Vampiren das Königreich von Louisiana, tötet Sophie-Anne Leclerq und alle Sheriffs bis auf Eric Northman, der sich dem König ergibt, da dieser im Gegenzug die Vampire unter Erics Befehl verschont. Als Sookie von Quinns Geschichte erfährt, beendet sie ihre Beziehung zu ihm, da seine Mutter nie ohne seine Hilfe auskommen wird.
Bei der Heirat von Sookies Bruder Jason und Crystal, Werpanther aus Hot Shot, (in Vampire schlafen fest) musste Sookie für ihren Bruder bürgen, sollte dieser Ehebruch begehen. Für Crystal stand ihr Onkel Calvin Norris ein. Doch Crystal geht fremd und Jason arrangiert es, dass Calvin und Sookie Zeuge von Crystals Ehebruch werden. Sie müssen ihre Bürgschaft einlösen und Sookie bricht nach Werpanthertradition Calvins Finger. Infolgedessen verbannt sie Jason und Crystal aus ihrem Leben.
Nach diesem Vorfall ist Sookie so erschüttert, dass Sam Eric zur Bar ruft und Sookie alles erzählt. Auf dem Parkplatz kommt Felipe de Castro hinzu, der mit Eric sprechen will. Sookie fährt los, hat jedoch ein ungutes Gefühl auf dem Heimweg und als sie zurückfährt sieht sie, dass Sigebert, ehemaliger Leibwächter von Sophie-Anne Leclerq, Eric, Sam und Felipe de Castro gefesselt hat. Sie rettet die drei, indem sie Sigebert mit ihrem Auto überfährt. Felipe de Castro schuldet nun ihr einen Gefallen.
Am Ende des Buches trifft Sookie Hadleys (Sookies verstorbene Kusine) ehemaligen Mann Remy Savor und deren Kind Hunter. Sie findet heraus, dass Hunter Gedanken lesen kann.

### Vampirgeflüster
Es ist soweit – nachdem die Vampire von der Mehrheit der Menschen angenommen wurden, gehen nun auch die Werwölfe an die Öffentlichkeit. Als Sam sich in seiner Bar in einen Collie verwandelt, kündigt die Kellnerin Arlene Fowler, mittlerweile Mitglied der vampirhassenden Sekte Bruderschaft der Sonne. Sams Mutter wird beim Formwandeln von ihrem Mann angeschossen. Sam fährt zu ihr und Sookie kümmert sich währenddessen um die Bar.
Um Sookie vor Felipe de Castro, dem Vampirkönig von Louisiana und Nevada, und dessen Stellvertreter Victor Madden zu schützen, will Eric sie an sich binden: Er bittet Sookie, ihm ein Päckchen zu überreichen, in dem sich ein ritueller Dolch befindet. Sie tut es, ohne zu wissen, Eric damit nach Vampirart geheiratet zu haben. Victor Madden, Zeuge des Rituals, und Sookie selbst sind nicht erfreut.
Sie wird von zwei FBI-Agenten besucht, die herausfinden wollen, wie sie nach der Hotelexplosion (siehe Vampire schlafen fest) die Vermissten finden konnte. Direkt nach ihrem Besuch wird auf dem Parkplatz von Sams Bar der gekreuzigte Leichnam von Crystal, Werpanther, schwanger und Frau von Sookies Bruder Jason aufgefunden. Außerdem wird Sookie von Niall gewarnt, dass ein Krieg unter den Elfen tobt, der sich auch auf sie auswirken kann. Ein feindlicher Elf versucht, sie auf ihrem Hof umzubringen, doch Sookie tötet ihn. Nach einer kurzen Auseinandersetzung zwischen Bill und Quinn, bei der Sookie verwundet wird, trifft Eric ein und kümmert sich um sie. Sie und Eric beginnen eine Beziehung.
Außerdem findet Sookie heraus, dass Arlene Fowler und ihre Freunde der Bruderschaft der Sonne zwar für den Mord an Crystal nicht verantwortlich sind, jedoch vorhaben, Sookie in einer Nachahmungstat zu kreuzigen. Als Sookie die Polizei ruft, kommt es zu einer Schießerei. Nachdem sie in den Wäldern einen Elf ausmacht, entschließt sich Sookie, Leibwächter anzuheuern: Die Werwölfe von Alcide Herveaux und die Vampire aus Shreveport schicken Tray Dawson und Bubba.
Doch zwei feindliche Elfen schaffen es, Sookie zu entführen: Lochlan und Neave, ein unter Elfen für ihre Grausamkeit berühmtes Paar. In ihrem Hass auf Menschen mit Elfenblut töteten sie nicht nur Sookies Eltern vor vielen Jahren, sondern kreuzigten auch Crystal. Nun, um Niall im Elfenkrieg zur Kapitulation zu zwingen, foltern sie Sookie bestialisch, bis sie schließlich von Bill und Niall gerettet wird. Um ihr Leben zu retten, gibt Eric ihr Blut, stoppt sich jedoch um sie nicht in einen Vampir zu verwandeln. In einem finalen Kampf werden Breandean, Anführer der Feinde Nialls, und seine Mitstreiter bezwungen. Trey, Clancy und Claudine (sie war schwanger) sterben, Bill wurde mit Silber vergiftet.
Niall entscheidet schließlich, die Elfenwelt von der Menschenwelt zu trennen, um die Menschheit vor den Elfen zu schützen. Die Portale werden geschlossen.

### Vor Vampiren wird gewarnt
Sookie Stackhouse erholt sich immer noch körperlich und seelisch von der Folter, die sie zuvor durch die verrückten Elfen Lochlan und Neave erlitten hat. In ihrer Beziehung mit Eric hat sie sich endlich eingelebt und auch ihr unberechenbarer Bruder Jason scheint mit seiner festen neuen Freundin, Michele, ein Leben in geregelten Bahnen zu führen. Im Gegensatz zu Sookie haben alle anderen Personen in ihrem Leben mit Problemen zu kämpfen.
Erics Schöpfer, Appius Livius Ocella, taucht mit Erics „Bruder“ im Schlepptau auf. Bei diesem handelt es sich um Alexei Romanov, den einziger Sohn des letzten Zar von Russland, der als Jugendlicher die bolschewistische Revolution miterlebte, bei der seine gesamte Familie abgeschlachtet wurde. Infolgedessen entwickelte er schwerwiegende emotionale Probleme. Appius hat Eric als letzten Ausweg aufgesucht, um zu sehen, ob dieser Alexej wieder zur Vernunft bringen könne. Bill leidet in der Zwischenzeit immer noch an der Silbervergiftung, die er sich durch die Zähne von Neave zugezogen hat, als er Sookie vor ihren Peinigern rettete. Es geht ihm nicht besser und er könnte nur durch das Blut eines anderen Vampir-Kindes seiner verstorbenen Schöpferin Lorena geheilt werden. Er weigert sich jedoch seine „Geschwister“ um Hilfe zu bitten.
Die Aufregung, die durch das in die Öffentlichkeit treten der Zweigestaltigen ausgelöst wurde, geht weiter: Calvin Norris offenbart sich seinen Mitarbeitern. Und Sams Angehörige müssen mit der Nachricht fertig werden, dass sie Gestaltwandler in der Familie haben. Bestimmte Kräfte setzen sich für ein Registrierungssystem für übernatürliche Wesen ein und die Werwölfe vermuten, dass sie von der Regierung überwacht werden.
Sookie beginnt sich von ihrer Folter durch Lochlan und Neave zu erholen, leidet aber immer noch unter einer Posttraumatische Belastungsstörung  und Angst. Sie will Victor töten, weil sie erkennt, dass er eine große Bedrohung für Eric, Pam und Bill ist und diese tot sehen will. Aber Sookie hadert mit dem Gedanken, Victor kaltblütig umzubringen, anstatt auf seinen endgültigen Tod in der Hitze eines Gefechts oder in Notwehr zu hoffen. Victor schickt Attentäter aus, um Sookie, Pam und Bill zu töten. doch dieses Vorhaben ist nicht von Erfolg gekrönt.
Sookies Cousin Claude zieht bei ihr ein, weil er ohne die Gesellschaft anderer Elfen leidet. Sookies verrückter Halbelfen-Onkel Dermot treibt sich aus unbekannten Gründen auf ihrem Grundstück herum, ebenso wie eine weitere nicht identifizierte Elfe. Sookie sucht nach Bills „Schwester“ Judith Vardamon auf, um sie um Hilfe für Bill bitten zu können. Sie erfährt, dass Judith von Lorena zum Vampir gemacht wurde, um den mürrischen Bill zu besänftigen, da Lorena der Meinung war, dass eine Gefährtin, die Bills verstorbener Frau sehr ähnlich ist, ihm gefallen würde. Bill meidet jedoch den Kontakt zu Judith, da er glaubt, dass sie ihm die Schuld an ihrem vampirischen Dasein gibt. Judith will keinen Kontakt zu Bill, weil sie Lorena fürchtet und hasst. Als Judith von Lorenas Tod erfährt, ist sie überglücklich und freut sich auf ihren Besuch bei Bill. Ihr Blut hilft dabei, ihn zu heilen. Die beiden, die über geraume Zeit keinen Kontakt miteinander hatten, scheinen schnell eine gute Beziehung zueinander aufzubauen.
Sookie wird gebeten auf Hunter, den kleinen Sohn ihrer Cousine Hadley, aufzupassen, der ebenfalls telepathisch veranlagt ist. Sie hilft ihm dabei einen besseren Umgang mit seiner Begabung zu finden. Sookie nimmt an einer Verhandlung des Shreveport-Rudels teil, um zu erfahren, warum die Leiche von Basim, einem Neuankömmling, auf ihrem Grundstück begraben wurde. Sie erfährt, dass Alcides neue Sekundantin die blutrünstige Jannalynn ist, die mit ihrem Boss Sam Merlotte zusammen ist. Sookie kämpft darum, das Rudel daran zu hindern, einen der eigenen Leute zu töten. Schließlich erfährt sie, dass Colman, der Vater des Babys, mit dem Claudine zum Zeitpunkt ihres Todes schwanger war, sich an Sookie für die Rolle rächen will, die sie, seiner Meinung nach, bei Claudines Tod gespielt hat. In der Zwischenzeit gerät Alexei vollends außer Kontrolle und weigert sich, sich von Appius kontrollieren zu lassen. Schließlich greift Alexei Pam und Eric an und tötet sie beinahe. Die verschiedenen Handlungsstränge laufen in Sookies Haus zusammen, wo Eric Alexei tötet, Colman Appius Livius tötet, während er versucht, Sookie zu töten, und Dermot Colman tötet. Sookie und Claude befreien Dermot von dem Bann, der ihn verrückt gemacht hat.

### Vampir mit Vergangenheit
Sookie, die gedankenlesende Kellnerin, bittet die befreundete Hexe Amelia, ihre Blutsbande mit Eric zu brechen, was dieser letztendlich auch gelingt. Sookie erfährt, dass Mr. Cataliades, der Sookies Großmutter und Großvater etwas von seinem Blut gegeben hat, für ihre telepathischen Fähigkeiten verantwortlich ist.
Als Sookie beschließt einige Möbel an ein Geschäft für Antiquitäten, das sich im Besitz von Donald Calloway befindet, zu verkaufen, wird ein Geheimfach gefunden. Dessen Inhalt setzt sich aus einem Brief ihrer Großmutter und einem mysteriösen Gegenstand, der als Cluviel Dor bezeichnet wird, zusammen. In dem Brief erklärt Adele Stackhouse ihrer Enkelin, dass der Gegenstand ein magisches Liebesobjekt der Elfen ist, das seinem Besitzer einen Wunsch gewährt. Das Cluviel Dor geht in den Besitz von Sookie über.
Debbies Pelts Schwester Sandra sorgt für neuen Ärger, indem sie Leute anheuert, die Sookie töten sollen. Der Mordversuch scheitert, aber Sandra hält sie Sam und seine Freundin Jannalyn Hopper mit einer Waffe in Schach und zwingt sie, sie zu Sookies Haus zu bringen. Dort erschießt Sookie Sandra, bevor Jannalyn sie tötet.
Die Vampire Eric und Pam schmieden einen komplizierten Plan, um sich gemeinsam mit Sookie ihres Meisters Victor entledigen zu können.

### Cocktail für einen Vampir
Sookie besucht mit einigen Freundinnen die Ladies' Night in Claudes Strip-Club Hooligans. Während ihren menschlichen Freundinnen alles vollkommen normal scheint, kann Sookie aufgrund ihres Elfenblutes die merkwürdigen Vorgänge um sie herum wahrnehmen. Doch abgesehen von der Tatsache, dass Kellnerinnen mit grüner Haut und doppelten Augenlidern im Club arbeiten, blüht noch eine weitere Überraschung. JB, Taras Ehemann, hat als Stripper im Hooligans angeheuert!
Später in der Nacht überrascht Niall Sookie mit einem Besuch. Bevor er jedoch den Grund für seinen Besuch verraten kann, kommen Claude und Dermot aus dem Hooligans nach Hause. Es stellt sich heraus, dass niemand weiß, wer Dermot eigentlich verflucht hat. Niall nimmt Claude mit auf die Suche nach dem Schuldigen, während Dermot bei Sookie bleibt. Am nächsten Morgen warnt Mustapha Khan Sookie, dass Felipe de Castro nach Shreveport reist, um Victors Verschwinden zu untersuchen, und überbringt Erics Bitte, dass Sookie nach Shreveport kommen soll, um Felipe zu begrüßen. Mustapha warnt auch davor, dass Jannalyn Sookie zur Feindin erkoren hat, weil sie Sam geholfen hat. Jannalyn ist eifersüchtig auf die Beziehung der beiden, zumal Sam Sookie befördert hat.
Für das Treffen mit Felipe fährt Sookie zu Erics Haus. Noch bevor sie zur Tür geht, warnt Bill sie vor dem üblen Verhalten der anwesenden Vampire. Sookie entschließt sich, seine Warnung zu ignorieren. Im Haus angelangt schickt Felipe sie zu Eric, der sich gerade in seinem Schlafzimmer an einer Frau nährt. Sookie ist so wütend, dass sie beinahe geht, aber Eric macht einen betrunkenen Eindruck. Die junge Frau hatte ihr Gestaltwandler-Blut mit einer Ampulle Elfenblut aufgepeppt, um es für Vampire berauschender zu machen. Da Sookie allerdings die Einzige zu sein scheint, die erkennt, dass das Mädchen absichtlich zu ihm geschickt wurde, muss sie ihre Wut für den Moment beiseiteschieben. Während ein an dieser Front drohendes Dilemma noch einmal abgewendet werden konnte, steht das Gespräch mit Felipe über Victor noch bevor. Alle leugnen die Verantwortung für seinen Tod. Gerade als Sookie Felipe der Nachlässigkeit gegenüber Victor beschuldigt, wird sie von der ankommenden Polizei, die wegen einer Leiche in Erics Vorgarten angerückt ist, aus der Situation gerettet.
Als Sookie am nächsten Tag aufwacht, hat sie drei Nachrichten auf dem Anrufbeantworter: Eine von Tara (sie liegt in den Wehen), eine von Alcide (er muss mit ihr reden) und eine von Dermot (er will, dass sie nach Hause kommt). Ihr Telefonat mit Alcide ist interessant, denn Jannalynn lässt ausrichten, dass sie möchte, dass Sookie ihr hilft, Sam einen Antrag zu machen. Sookie, die bei der Vorstellung ein schlechtes Bauchgefühl hat, lehnt sofort ab.
Als Sookie in ihr eigenes Haus zurückkehrt, findet sie Dermot und Mustapha an einem Tisch sitzend vor. Mustapha hat das Mädchen in Erics Vorgarten nicht umgebracht. Obwohl er weiß, wer es war, kann er es nicht sagen. Zudem scheint sein Freund Warren verschwunden zu sein. Im weiteren Verlauf der Woche tut sich nicht viel. Die Elfen aus dem Club sind unruhig und machen sich Sorgen um Claude. Die polizeilichen Ermittlungen dauern an und Eric meldet sich nach wie vor nicht. Tara hat in der Zwischenzeit ihre Zwillinge bekommen. Sookie ist deshalb außer sich vor Freude und hat, bis Alcide die Bar betritt, einen guten Tag. Sie überbringt ihm von Mustapha die Nachricht, dass er Jannalynn nicht trauen solle und ihn anrufen soll, wenn er alleine ist. Sookie erfährt auch, dass der Antiquitätenladen verwüstet wurde und der Fokus auf den Gegenständen aus ihrem eigenen Haus gelegen haben soll. Jemand weiß offensichtlich von dem Cluviel Dor und ist auf der Suche nach dem Gegenstand.
Später an diesem Tag überrascht Bubba Sookie mit einem Besuch, um sie vor dem Ankommen von Freyda zu warnen. Diese ist die Königin von Oklahoma und Erics Verlobte. Als die beiden Frauen sich gegenseitig einschätzen, zückt Bubba tatsächlich ein Handy und informiert Pam über die Situation. Freyda erklärt, dass sie selbst schön und mächtig sei und dass Sookie zwar ein hübscher und interessanter Mensch ist, Eric aber nicht lange bei ihr bleiben würde. Sie ist sich sicher, dass die Macht die Liebe übertrumpfen wird, aber sie wollte ihre Konkurrenz selbst in Augenschein nehmen. Nachdem das Gespräch beendet ist und Sookie ihre Einladung zurückgezogen hat, scheint für den Moment alles ruhig zu sein. Eric ruft endlich an und beteuert, dass Freyda nicht gewinnen wird, aber Sookie gibt zu bedenken, dass er immer noch nicht bei ihr ist und legt schließlich auf. Eric ruft nicht wieder an.
Am nächsten Morgen trauert Sookie um den Verlust ihrer Beziehung, obwohl sie noch nicht offiziell beendet ist. Als sie zur Arbeit kommt, stellt sie erzürnt fest, dass Sam nicht da ist. Später an diesem Tag kommt Bill mit einem Bericht über seine Mordermittlungen vorbei. Das Gespräch fällt auch auf Freyda. Bill glaubt eindeutig, dass Eric sich am Ende für Freyda entscheiden wird. Er wird durch die Heirat ein Königreich bekommen, Immunität vor Felipes Zorn und die schöne Freyda.
Während sie darüber diskutieren, trifft Eric ein und sowohl er als auch Sookie begegnen sich mit Misstrauen. Aber sie schieben das Thema beiseite, um sich um die Verwicklungen Jannalyns in die Angelegenheiten kümmern zu können. Am Nachmittag kommt Donald Calloway, ein Antiquitätenhändler vom Splendide, vorbei. Er hatte das Päckchen mit dem Cluviel Dor geöffnet, bevor er es Sookie gab und den Brief ihrer Großmutter gelesen, ohne zu wissen, was er vor sich hatte. Nachdem sie seine Gedanken gelesen hat, bittet Sookie ihn herein, lässt ihn plaudern und als er sie schließlich mit einem Messer bedroht, schüttet sie ihm kochendes Wasser ins Gesicht. Plötzlich stürmt Mr. Cataliades herein, stürzt sich auf ihn und bricht ihm das Genick. Als die Leiche auf dem Boden liegt, bittet Sookie Mr. Cataliades, Platz zu nehmen und sie über seine jüngsten Aktivitäten zu informieren. Wegen Donald hatte jemand von Herrn Cataliades' Verbindung zum einzigen Cluviel Dor der Welt erfahren und verfolgt ihn. Diantha kommt an, nimmt Donalds Aussehen an und versteckt die Leiche. Mr. Cataliades erklärt außerdem, dass Barry die Gabe der Telepathie hat, weil er sein Ur-Ur-Enkel ist.
Bill hat endlich Fortschritte bei seinen Ermittlungen gemacht. Felipe hält Colton fest und er wird ihn mit Sookies Hilfe zurückentführen. Sie setzen Bills Plan in die Tat um und begeben sich in das Shreveport Casino Trifecta. Dort schnappen sie sich Colton und machen sich auf den Weg nach draußen, nur um auf dem Parkplatz von ein paar Werwölfen aufgehalten zu werden. Offenbar hat Alcide etwas gefunden, das Warrens Leiche zu sein scheint, und will, dass Sookie sie identifiziert. Sookie erkennt bald, dass dies eine Lüge ist – aber erst, nachdem sie Bill bereits mit Colton losgeschickt hat. Die Werwölfe, mit denen sie konfrontiert ist, gehören nicht zu Alcide, sondern sind vorbestrafte Ausgestoßene, die sich auf einem Rachefeldzug befinden und die planen, Alcide zu stürzen. Gerade als Sookie einen richtigen Krawall anzettelt, zieht Mustapha sie aus dem Handgemenge und fährt mit ihr auf seiner Harley davon. Sie suchen Alcide auf, der inzwischen herausgefunden hat, dass Jannalyn mit den Schurken zusammenarbeitet und das Geld der Meute unterschlägt, um Unterstützung für den Sturz von Alcide zu bekommen. Sie selbst will Rudelführerin werden. Doch nicht nur das, sie hat sich auch mit Claude getroffen, und gemeinsam haben sie Kym zu Eric geschickt, präpariert mit Claudes Elfenblut, um sie unwiderstehlich zu machen. Die drei fahren zu Jannalyns Haus, wo sie Warren auf dem Dachboden versteckt finden. Und dann wird Sookie klar, dass schon die ganze Zeit Claude hinter allem gesteckt haben muss. Claude hat Dermot mit dem Fluch belegt und bequemerweise dem toten Murray die Schuld gegeben, Claude hat Kym eine Falle gestellt. Und Claude blieb absichtlich in der Nähe von Sookie, während sie nach dem Cluviel Dor suchte.
Aber am nächsten Tag ist Sookies Geburtstag. Und was macht sie? Sie macht ihr Testament. Sie ist traurig, dass niemand sonst daran gedacht zu haben scheint, doch Sam überrascht sie mit einer Geburtstagsparty. Als sie zu Hause ankommt, warten auch Bill, Eric und Pam auf sie.
Sookie bringt die Thematik mit Freyda auf den Tisch und endlich führen sie das Gespräch, das schon so lange überfällig war. Sookie ist überzeugt, dass Eric sich aus der Situation herauswinden könnte, wenn er es wirklich wollte. Aber Eric ist seinerseits wütend auf sie und gibt zu bedenken, dass sie dem Ganzen selbst ein Ende setzen könnte, wenn sie es denn wirklich wollte. Erst als Eric verstimmt davonfliegt, wird ihr klar, dass er vom Cluviel Dor weiß.
Am folgenden Morgen kehrt Claude plötzlich zurück und enthüllt in kürzester Zeit seine wahre Natur. Dermot verprügelt ihn, dann stürmt ein Haufen Elfen herein und überwältigt Claude vollständig. Dermot bestätigt, dass Claude das Haus nach dem Cluviel Dor durchsucht hat und in den Antiquitätenladen eingebrochen ist. Er hat Eric eine Falle gestellt, in der Hoffnung, sie würden sich streiten und Sookie würde so verzweifelt sein, dass Niall ihr zur Seite eilen würde. Sookie glaubt nicht daran, dass Niall sie genug liebt, um dieses Szenario für möglich zu halten. Doch genau dann erscheint Niall. Er vergibt Dermot, segnet Sookie und ihr Haus und nimmt die Elfen mit zurück in seine Welt. Ab diesem Moment sind alle Elfen aus Amerika verschwunden.
Am nächsten Morgen öffnet Sookie ihre Geburtstagsgeschenke, darunter auch das von Sam – er hat sie zur Besitzerin eines Drittels des Merlottes gemacht. Dafür will sie sich bei ihm bedanken, aber er ist so entsetzt darüber, was Jannalynn getan hat, dass er nicht weiß, was er sagen soll. Um dem Ganzen die Krone aufzusetzen, bittet Alcide sie um ihre Anwesenheit wenn Jannalynn der Prozess gemacht wird. Bevor Jannalynn stirbt, ruft sie auf dem Polizeirevier an, gesteht ihr Verbrechen und entlastet Eric. Sie und Mustapha beginnen einen Kampf auf Leben und Tod. Doch als Jannalyn versucht, den Kampf zu nutzen, um Alcide zu töten, sticht sie stattdessen auf Sam ein. Er stirbt fast augenblicklich an seinen Wunden, während Sookie sich über ihn beugt. Und in diesem Moment weiß sie, was sie zu tun hat. Sie benutzt das Cluviel Dor und holt Sam ins Leben zurück. Eric geht, ohne mit ihr zu sprechen. Sookie nimmt Sam mit zu sich nach Hause und legt ihn in das Gästezimmerbett.

### Vampirmelodie
Das Buch beginnt mit Hintergrundinformationen zu den Bösewichten. Copley Carmichael schließt einen Pakt mit dem Teufel und bittet um das Cluviel Dor (das natürlich nicht mehr verfügbar ist), und Steve Newlin/John Glassport stellt die Kaution für Arlene und überzeugt diese, mit Sookie Kontakt aufzunehmen.
Zurück in Bon Temps, verarbeitet Sam seinen Beinahe-Tod, indem er sich für ein paar Tage in seinem Wohnwagen einschließt. Eric weigert sich unterdessen mit Sookie zu sprechen. Als Eric dann doch heimlich in einer Nacht ein Gespräch mit Sookie sucht, sagt er nicht viel, lässt aber seinen anderen Vampir-Nachwuchs, Karin, auf sie aufpassen.
Als Sookie am nächsten Tag in der Bar eintrifft, hat Sam gerade die tote Arlene in einem Müllcontainer entdeckt. Sookie ist sofort klar, dass sie verdächtigt wird, denn Arlene hatte die Bar am Vortag besucht, um ihren Job zurückzufordern. Sowohl sie, als auch Sam ziehen es jedoch nicht ernsthaft in Erwägung, die Leiche zu entsorgen und rufen die Polizei. Nachdem Sookie befragt wurde, darf sie vorerst nach Hause gehen.
Kurz darauf fährt Karin Sookie zu Eric ins Fangtasia. Er beginnt damit, ihr zu sagen, dass es das sei, was getan werden muss, sie aber nie an seiner Zuneigung zweifeln soll. Dann nimmt er sie mit in sein Büro und entlässt sie in Anwesenheit von Pam, Felipe und Freyda aus ihrem Vampir-Ehebündnis. Sookie behält ihren Stolz, schließt die Zeremonie ab und geht nach Hause. Eric folgt ihr und versucht, sie zu überreden, ihre Beziehung als seine heimliche Geliebte in Oklahoma fortzusetzen. Sookie lehnt dies entschieden ab, und Eric offenbart ihr, dass er in Erwägung gezogen hat, sie in einen Vampir zu verwandeln, ohne sie vorher zu fragen. Nach einem ziemlich kurzen und unbefriedigenden Gespräch zieht Sookie die Einladung an Eric, ihr Haus betreten zu dürfen, zurück.
Als Sookie am nächsten Morgen aufwacht, wird sie wegen Mordes verhaftet. Nachdem sie einige Zeit im Gefängnis verbracht hat, wird Sookie dem Richter vorgeführt. In einer herzerwärmenden Szene sind fast alle ihre Freunde im Gerichtssaal anwesend, um sie zu unterstützen: Tara und JB, Alcide, Jason, Calvin Norris, Hoyt Fortenberry, Danny, Kennedy, Mustapha, Terry. Die einzige Person, die nicht da ist, ist Sam, der laut Jason verzweifelt jeden angerufen hat, den er kennt, um zu helfen. Als der Richter die Kaution bewilligt, zahlt Mustapha die 30.000 Dollar im Namen von Eric.
Zurück zu Hause, geht Sam ihr konsequent aus dem Weg. Aber wenigstens kommt Mr. Cataliades zu Hilfe, zusammen mit Amelia, Bob, Diantha und Barry. Als Sookie mit ihnen allen zu Abend gegessen hat, taucht Quinn auf. Er ist hier, um Sookie zu helfen, aber nach einer kurzen und eher wenig hilfreichen Zeit in Bon Temps wird Quinn weggerufen, um die Hochzeit von Eric und Freyda zu planen. Sookie erhält einige gute Nachrichten von Mr. Cataliades. Niall hat nicht nur Sookies Land gesegnet, so dass es unflguablich üppig und fruchtbar ist, er hat ihr auch Geld hinterlassen. Mr. Cataliades hat Claudines Haus und Claude's Cub, das Hooligans, für sie verkauft, und der Erlös wurde in eine Rentenversicherung eingezahlt. Für den Rest ihres Lebens wird Sookie jeden Monat einen Scheck über 3.000 Dollar erhalten.
Während Sookie im Merlotte's arbeitet, greift Carmichaels Leibwächter Tyrese Amelia und Barry an und schießt auf Bob. Zum Glück war Mustapha gekommen, um Erics Sachen von Sookie zu holen, und begleitet sie von der Bar nach Hause. Er kann sie retten, und sein Freund Warren erschießt Tyrese, aber Sookie wird trotzdem in die Schulter geschossen. Sowohl Eric als auch Sam besuchen sie im Krankenhaus, und selbst in ihrem benebelten Zustand kann Sookie erkennen, dass zwischen den beiden etwas vor sich geht. Bill schaltet sich schließlich ein und informiert Sookie, dass Sam ihr Geld für die Kaution besorgt hat. Sam hat versucht, das Geld auf eine Million verschiedene Arten zu bekommen, musste aber schließlich Eric anrufen. Als Eric abnahm, saß Freyda neben ihm. Sie bestand auf Bedingungen für das Darlehen: Sookie darf Oklahoma nie wieder besuchen, und Eric darf nie wieder mit ihr allein sein. Eric stimmte zu, fügte aber noch eine weitere Bedingung hinzu: Sam dürfe Sookie nie erzählen, dass er Eric um das Kautionsgeld gebeten habe, und er dürfe nie versuchen, ihr den Hof zu machen. Um Sookie vor dem Gefängnis zu bewahren, stimmte Sam zu. Als Sookie sich bei Sam bedankt, sagt er schließlich, dass er nicht ihre Dankbarkeit wolle. Er wünsche sich viel mehr, dass sie ihm gehöre und Eric diesbezüglich Recht hatte.
In der Zwischenzeit hat Karin ein Geschenk für Sookie im Vampirversteck in ihrem Haus hinterlassen: Den gefesselten und geknebelten Copley Carmichael. Und Pam enthüllt, dass sie der neue Sheriff sein wird! Das war eine von Erics Bedingungen, um mit Freyda zu gehen, die anderen waren, dass Sookie auf keinen Fall von einem Vampir verletzt wird und dass Karin ein Jahr lang jede Nacht vom Wald aus ihr Haus bewachen würde. Während Pam darauf besteht, dass dies eine praktische und keine sentimentale Geste ist, um Freyda zu zeigen, dass er schützt, was ihm gehört, glaubt Sookie, dass die Wahrheit irgendwo dazwischen liegt. Als Sookie bei Sam vorbeikommt, küsst er sie und eins führt zum anderen. Sie beschließen, dass sie zusammen sein wollen. Sie haben sogar vor, tanzen zu gehen, aber natürlich unterbrechen Steve Newlin und Glassport ihre Nacht, indem sie Sookie entführen. Und wer ist der Fahrer? Ein furchtbar verbrannter und vernarbter Claude! Am Ende sterben alle drei Männer und Sookie wird gerettet.
Und so endet die Geschichte für die Protagonisten:
Barry überlebt eine Schlägerei mit Steve und John und bleibt bei Sams Mutter, während er sich von seinen Verletzungen erholt.
Mr. Cataliades und Diantha gehen und verschwinden von der Bühne.
Amelia ist mit Bobs Baby schwanger. Die beiden gehen zurück nach New Orleans.
Karin und Pam nehmen Copley Carmichael mit, um ihn für seine Taten zu bestrafen.
Jason heiratet Michelle. Sookie ist bei der Hochzeit Brautjungfer.
Sookie selbst spekuliert, dass sie und Sam an Weihnachten „offiziell“ zusammen sein werden, vielleicht für immer.

## Übernatürliche Wesen

### Vampire
Die Vampire in der Sookie-Stackhouse-Buchreihe ernähren sich wie in den meisten Vampirerzählungen von menschlichem Blut. Zudem haben sie die Möglichkeit, True Blood zu trinken, ein synthetisches Blut, das in Japan hergestellt wird. Das Blut eines Vampirs kann für einen Menschen heilend wirken, erhöht die Attraktivität und ist ein Potenzmittel. Charakteristisch für einen Vampir ist auch seine übermenschliche Kraft. Je älter ein Vampir ist, desto stärker wird er. Vampire können Menschen bezirzen und sie so auf eine Art und Weise hypnotisieren. Vampire können durchaus Gefühle zeigen und beispielsweise weinen. Der Unterschied bei ihnen besteht darin, dass ihre Tränen aus Blut bestehen. Einige Vampire haben besondere Fähigkeiten: Einige können fliegen, andere mit von ihnen geschaffenen Vampiren telepathisch kommunizieren und anderes. Sie haben jedoch auch Schwachstellen: Sie müssen bei Tag schlafen, weil das Sonnenlicht sie töten würde, und mögen den Geruch von Knoblauch nicht. Schlimmer jedoch ist Silber: Es brennt sich in die Haut ein und schwächt einen Vampir immens. Um in das Haus eines Menschen einzutreten, muss ein Vampir erst um Erlaubnis bitten oder diese durch bezirzen erzwingen. Diese Einladung kann jedoch jederzeit widerrufen werden. Die größte Bedrohung für Vampire geht von der wachsenden Bruderschaft der Sonne aus, einer vampirhassenden und äußerst gewaltbereiten Sekte.
Trinken ein Vampir und ein Mensch mehrere Male Blut voneinander, bildet sich zwischen ihnen ein Blutband. Sie können dann den Aufenthaltsort und die Gefühle und Stimmungen des anderen erspüren. Außerdem fühlen sie sich körperlich zueinander hingezogen und fühlen sich wohl in der Gegenwart des anderen. Durch das Blutband ist der Mensch außerdem auch mit dem Macher des Vampirs verknüpft, da das Blut des Machers auch das Blut seines „Kindes“ ist.

### Gestaltwandler
Ein Gestaltwandler kann sich in ein beliebiges Tier verwandeln. Er muss das Tier jedoch vorher gesehen haben. Sie sind von den Menschen nicht zu unterscheiden und haben ihre wahre Natur erst viel später als die Vampire überall auf der Welt bekannt gemacht, gemeinsam mit den Werwölfen. Jeder Formwandler hat meistens ein Tier, in das er sich bevorzugt verwandelt. Normalerweise können sie es selbst bestimmen, wann sie sich verwandeln, jedoch bei Vollmond sind sie gezwungen sich zu wandeln. Gestaltwandler sind im Gegensatz zu Werwölfen nicht organisiert. Beide Rassen verbindet jedoch die erhöhte Körpertemperatur und die besonders schnellen Selbstheilungskräfte.

### Werwölfe
Werwölfe sind Formwandler, die sich nur in Wölfe verwandeln können. Sie bezeichnen sich selbst als die Elite der Gestaltwandler. Ein Werwolf kann nur entstehen, wenn beide Elternteile auch Werwölfe sind. Wird ein Mensch von einem Werwolf gebissen, verwandelt er sich in einen Wolfsmenschen. Werwölfe sind in Rudeln organisiert, mit einem Rudelführer und einer eigenen Kultur. „Freunde des Rudels“ zum Beispiel werden beschützt, wenn sie sich im Territorium der Werwölfe befinden. Außerdem können Werwölfe anderen Gestaltwandlern in einer Art Ritus „entsagen“. Die Person wird von dem Werwolf wie tot behandelt und darf, sollte er sich vor dem Wolf verwandeln, von jedem im Rudel getötet werden. Sollte von einem Werwolf ein Mord begangen worden sein wird ein Schamane hinzugezogen um den Schuldigen zu finden.

### Telepathen
Gedankenleser sind sehr selten. Sie können durch Training den ständigen Fluss der Gedanken der Menschen um sie herum abschirmen, was jedoch einige Konzentration erfordert. Neben dem Lesen der Gedanken nehmen Telepathen auch das Bewusstsein an sich wahr, bei Vampiren sind sie wie schwarze Löcher. Welche Gedanken zu welcher Person gehören ist, ebenso wie die Wahrnehmung des Detailreichtums der Gedanken, von Telepathen zu Telepathen unterschiedlich. Durch Berührung wird das Gedankenlesen erleichtert, ebenso wie Entspannung der zu lesenden Person. Von Gestaltwandlern und Werwölfen sind keine klaren Gedanken zu empfangen, jedoch Gefühlen, Motivationen oder Bilder zum Beispiel. Dämonen senden eine Art Summen, was von Person zu Person in der Höhe variiert. Von Vampiren kann nur hin und wieder ein Gedanke oder eine Motivation wahrgenommen werden. Starke Hexen können das Lesen ihrer Gedanken bemerken und sich sogar Abschirmen.

### Mänaden
Mänaden sind Frauen, die von dem Gott Dionysos in den Wahnsinn getrieben wurden. In manche Frauen drang Dionysos vollständig ein und erreichte bei ihnen somit einen Zustand, der einer Unsterblichkeit sehr nahekommt. Dionysos war der Gott der Traube und deshalb fühlen sich die Mänaden von Bars und dem Gewaltpotential, das sich in Verbindung mit Alkohol entwickelt, sehr angezogen. Mänaden sind wilde Wesen, die in Wäldern leben und von Ort zu Ort wandern, um Tribut zu fordern. Mänaden töten ihre Opfer nicht einfach, sie vergiften sie und warten dann ab, bis sie sterben.

### Elfen
Elfen bezeichnen sich selbst als Urwesen der Magie, aus denen sämtliche anderen Formen magischer Wesen wie Gestaltwandler, Dämonen oder Vampire entspringen. Sie haben spitze Ohren und sind extrem allergisch gegen Zitronen und Eisen. Sie sind eine alte Rasse und können sehr grausam und furchteinflößend sein. Einige fühlen sich mehr zu dem Wasser hingezogen, andere zu dem Himmel. Elfen können sehr alt werden, haben jedoch mit der Zeit durch sexuellen Verkehr mit Menschen und den Kontakt mit Eisen in der Welt der Menschen immer weniger Nachkommen zeugen können, sodass ihre Population gesunken ist. Normalerweise befinden sich Elfen in einer anderen, einer magischen Welt. Dort bestehen sie aus einer Art Licht, ihrer wahren Form. Es ist für Elfen möglich, anderen Elfen oder Menschen mit etwas Elfenblut als eine Art Schutzengel zu helfen und in Notsituationen zu erscheinen. So können sie mit der Zeit zu Engeln werden. Für Vampire ist der Geruch von Elfen so unbeschreiblich köstlich, dass es für sie sehr hilfreich ist, ihren Geruch zu verdecken. Dies gelingt jedoch nur einigen Elfen.

### Hexen
Hexen leben in Zirkeln und praktizieren magische Rituale und können zum Beispiel Flüche oder Schutzzauber wirken. Ein beliebter Zauber ist beispielsweise der „Geh-Weg“-Zauber, der es Menschen sehr schwer macht, sich einem Ort zu nähern. Um in den Hexenrängen aufzusteigen und schwierigere Magie, wie Transformationen, durchzuführen, müssen die Hexen oder Hexer Prüfungen bestehen. Durch eine ektoplasmische Rekonstruktion können starke Hexen vergangene Geschehnisse sichtbar machen. Lebendige Wesen sind bei diesem Zauber wie mit Tinte in der Luft sichtbar, Geräusche sind jedoch nicht wahrnehmbar. Da dieser Vorgang sehr schwierig ist, wird er nur selten und nur für sehr wichtige Geschehnisse angewandt. Einige Hexen sind Anhänger der Wicca-Religion und den damit einhergehenden Riten, jedoch nicht alle.

## Charaktere

### Sookie Stackhouse
Sookie ist 25 Jahre alt, hat blonde Haare und blaue Augen. Sie ist eine hübsche Kellnerin in einer Bar in Bon Temps. Ihre Eltern starben, als sie sieben Jahre alt war. Seitdem lebt sie mit ihrer Großmutter, mit der sie eine sehr enge Beziehung verbindet, und ihrer Katze Tina zusammen, bis diese im ersten Band „Vorübergehend tot“ getötet werden. Sookie hat telepathische Fähigkeiten und kann somit die Gedanken von Menschen lesen. Ihre Kräfte begleiten sie schon ihr ganzes Leben und so geschah es, dass sie als Kind sogar zu einem Psychologen geschickt wurde, weil ihre Eltern vermutet hatten, dass sie an einer psychischen Krankheit leide. Von übernatürlichen Wesen wie Vampiren kann sie die Gedanken nur ganz selten lesen, was für sie eine immense Erleichterung darstellt. Es bedarf nämlich großer Konzentration, einen Schutzschild vor den Gedanken anderer aufzubauen. Oftmals kann sie Gedanken klar lesen, manchmal empfängt sie nur Gefühle oder Bilder. Augenkontakt oder eine Berührung vereinfachen es Sookie, die Gedanken anderer zu lesen. Als sie in Dallas einen anderen Telepathen trifft, bemerkt sie, dass sie mit ihm über eine weite Entfernung kommunizieren kann. Auf Grund ihrer Behinderung, wie sie ihre Fähigkeit selbst nennt, ist es ihr bis jetzt noch nicht gelungen, eine Beziehung mit einem Mann einzugehen. Außerdem halten sie die meisten Menschen wegen ihrer Fähigkeit für verrückt, weshalb sie weitgehend versucht diese zu verbergen.

### Bill Compton
William Thomas Compton, üblicherweise kurz Bill oder Vampirbill genannt, lebte zur Zeit des Bürgerkriegs. Er wurde am 9. April 1840 geboren und starb etwa am 25. November 1868. Er war verheiratet und hatte fünf Kinder. Bill ist ein 1,90 m großer, attraktiver und muskulöser Mann mit schwarzem, dichtem Haar und dunkelbraunen Augen. Seine altmodischen Koteletten erinnern an jene Zeit, in der er aufgewachsen ist. Bill wurde von der Vampirin Lorena in ihresgleichen verwandelt und unterhielt daraufhin jahrelang eine romantische Beziehung zu ihr. Er hat die Fähigkeit zu schweben, welche nicht jedem Vampir zuteilwird. Obwohl er die Gesellschaft von Menschen nicht unbedingt sucht, verliebt er sich Hals über Kopf in die hübsche Sookie.

### Sam Merlotte
Sam ist ein gutaussehender Mann mit rotgoldenem Haar, blauen Augen und ist drei Jahre älter als Sookie. Er ist seit fünf Jahren der Besitzer der Bar in Bon Temps, die sich Merlottes nennt. Er ist mit Sookie gut befreundet, hat über die Freundschaft hinaus jedoch unerwiderte Gefühle für sie. Sam ist ein Gestaltenwandler. Er bevorzugt es, sich in einen Hund, genauer gesagt einen Collie, zu verwandeln, und beschützt Sookie in dieser Form einige Male, bevor sie entdeckt, dass er auch ein übernatürliches Wesen ist. Sookie nennt Sam in seiner Hundeform Dean.

### Eric Northman
Eric ist ein äußerst alter Vampir. Er lebte zur Zeit der Wikinger und ist ein sehr großer und attraktiver Mann mit blondem Haar. Eric findet, zum Missfallen von Bill, Gefallen an Sookie und nützt ihre Gabe von Zeit zu Zeit aus. Da Bill in der Hierarchie unter Eric steht, kann er gegen die Forderung von solchen Gefallen nichts einwenden. Er ist Besitzer der Vampirbar Fangtasia, die von Vampiren, Touristen und Fangbangern besucht wird. Vampire unterteilen Amerika in Königreiche, diese wiederum in Bezirke, die von Sheriffs verwaltet werden. Eric ist Sheriff des 5. Bezirks von Louisiana.

### Jason Stackhouse
Jason ist Sookies Bruder. Er ist ein attraktiver junger Mann und heißbegehrt bei den Frauen. Er sucht nach keiner festen Beziehung und ist eher auf kurze Romanzen aus. Er ist im Straßenbau tätig. Nachdem er von einem Werpanther gebissen wurde, wird er selbst zu einem halben Werpanther. Später heiratet er Crystal Norris, einen Vollblut-Werpanther.

### Arlene Fowler
Arlene ist eine rothaarige Mutter von zwei Kindern. Sie war schon vier Mal verheiratet und ist bis zu dessen Inhaftierung mit Rene zusammen. Arlene und Sookie sind eine Zeit lang nicht nur Arbeitskolleginnen im Merlottes, sondern auch gute Freunde. Doch nachdem Arlene sich der Bruderschaft der Sonne anschließt, wendet sie sich von beidem ab.

### Rene Lenier
Rene ist ein kleiner, schlanker Mann und ist gemeinsam mit Jason Stackhouse im Straßenbau tätig. Sie sind zudem ebenfalls sehr gut befreundet. Rene hat eine Beziehung mit Arlene, bis er wegen der Morde an zwei jungen Frauen und Sookies Großmutter inhaftiert wird. Diese Mordserie begann mit seiner eigenen Schwester, die seinen Hass auf Vampire ans Licht brachte, weil sie sich freiwillig von Vampiren beißen ließ.

### Claudine Crane
Claudine ist Sookies Elfenpatin. Sie ist wunderschön, versprüht Charme und Glück und hat einen ebenso gut aussehenden Bruder namens Claude. Claudine und Sookie sind Cousinen.

## Auszeichnungen
- 2002: Anthony Award für Vorübergehend tot[1]

## Rezensionen

### Vorübergehend tot
„Rural America finally has a vampire story to call its own … Charlaine Harris delivers both horror and humor as seen from the unique perspective of rural America. You've got to love a book where a vampire addresses a Civil War society called the Descendants of the Glorious Dead.“ –Tanya Huff, bestselling author of Blood Price
„This book's intelligent mixture of painful, pleasurable, serious, skeptical and unexpected moments in a relationship where neither hero nor heroine can merge with the local norm, recalls the best kinds of magical realism. And it's one of the best vampire novels I've read in quite a while.“ –Locus (Faren Miller)
„In its range and depth, DEAD UNTIL DARK amply demonstrates the scope of modern vampire fiction … Harris creates a small Louisiana town peopled by quirky, vivid characters reader will want to revisit again and again.“ –Crescent Blues

### Untot in Dallas
„One terrific read. Harris has created a charming and winning character in Sookie Stackhouse … Wonderful characters, an inventive plot, and terrific situations. She has a real feel for the world she has created and allows the willing suspension of disbelief to do its job. Reminiscent of Laurell Hamilton and her Anita Blake series, it also reminds a reader of Tanya Huff's work and has the same light touch. There is a joy and an innocence about the work that make it very appealing.“ -Kliatt
„Light-hearted and appealing, LIVING DEAD IN DALLAS is a real charmer. The mystery is puzzling, and it's easy to see why Sookie is so taken with undead Bill!“ –Romantic Times
„Delightful. Harris playfully mixes several genres to make a new one that is her own bright creation.“ –Denver Post

### Club Dead
„Harris knows how to keep her plots bubbling along nicely, but also brings plenty of colour to her evocation of the Deep South, and keeps the supernatural side of the story on a believable level. The sexy, enjoyable relationships never overwhelm the story, and the whole mixture is helped by a main character who's humane, flawed, and genuine fun to be around. Harris has also learned the most important trick of this style of mystery series. If you're in the mood for some genuinely entertaining page-turners, with a dash of blood-red horror … give Sookie Stackhouse a try. She's slowly gathering a cult following, so be prepared to hear more of her...“ –SFX (UK)
„A third in the Southern Vampire series by Charlaine Harris is as deliciously wonderful as the previous two. You don't want to miss this winning series starting with DEAD UNTIL DARK.“ –Mystery Scene
„Charlaine Harris blends elements from the horror, mystery and romance genres to create a novel that is refreshingly unique. CLUB DEAD is a real live treat.“ –Harriet Klausner

## Buchausgaben
- Charlaine Harris. Vorübergehend tot. 1.veränderte Neuauflage 2009. Aus dem Englischen von Dorothee Danzmann. Feder & Schwert, Nördlingen 2004, ISBN 978-3-86762-055-0.
- Charlaine Harris. Untot in Dallas. 1.veränderte Neuauflage 2009. Aus dem Englischen von Dorothee Danzmann. Feder & Schwert, Nördlingen 2004, ISBN 978-3-86762-056-7.
- Charlaine Harris. Club Dead. 1.veränderte Neuauflage 2009. Aus dem Englischen von Dorothee Danzmann. Feder & Schwert, Nördlingen 2005, ISBN 978-3-86762-057-4.
- Charlaine Harris. Der Vampir, der mich liebte. 6. Auflage 2010. Aus dem Englischen von Britta Mümmler. Deutscher Taschenbuch Verlag, München 2007, ISBN 978-3-423-20982-3.
- Charlaine Harris. Vampire bevorzugt. 4. Auflage 2009. Aus dem Englischen von Britta Mümmler. Deutscher Taschenbuch Verlag, München 2007, ISBN 978-3-423-21057-7.
- Charlaine Harris. Ball der Vampire. 5. Auflage 2009. Aus dem Englischen von Britta Mümmler. Deutscher Taschenbuch Verlag, München 2007, ISBN 978-3-423-20987-8.
- Charlaine Harris. Vampire schlafen fest. 4. Auflage 2010. Aus dem Englischen von Britta Mümmler. Deutscher Taschenbuch Verlag, München 2008, ISBN 978-3-423-21068-3.
- Charlaine Harris. Ein Vampir für alle Fälle. 3. Auflage 2010. Aus dem Englischen von Britta Mümmler. Deutscher Taschenbuch Verlag, München 2009, ISBN 978-3-423-21148-2.
- Charlaine Harris. Vampirgeflüster. 1. Auflage 2010. Aus dem Englischen von Britta Mümmler. Deutscher Taschenbuch Verlag, München 2010, ISBN 978-3-423-21222-9.
- Charlaine Harris. Vor Vampiren wird gewarnt. 1. Auflage 2011. Aus dem Englischen von Britta Mümmler. Deutscher Taschenbuch Verlag, München 2010, ISBN 978-3-423-21283-0.
- Charlaine Harris: Vampir mit Vergangenheit. 1. Auflage 2012. Aus dem Englischen von Britta Mümmler. Deutscher Taschenbuch Verlag, ISBN 978-3-423-21386-8

## Verfilmung
- 2008–2014: True Blood (Fernsehserie)